# Vuelo 035 de Garuda Indonesia
El Vuelo 035 de Garuda Indonesia fue un vuelo doméstico indonesio de Garuda Indonesia que impactó contra una torreta y se estrelló durante su aproximación al aeropuerto de Medan-Polonia el 4 de abril de 1987. 23 de los 45 pasajeros y tripulantes que viajaban a bordo murieron en el accidente. 

## Accidente
El avión estaba realizando una aproximación con el ILS al aeropuerto de Medan durante una tormenta. El avión impactó contra unas líneas de tendido eléctrico y se estrelló a escasa distancia de la pista. El avión se partió y la sección de cola comenzó a arder.
Muchos de los supervivientes lograron salir del avión a través de las brechas en el fuselaje y once personas salieron despedidas del avión. Cuatro de los ocho tripulantes murieron y diecinueve pasajeros sufrieron heridas mortales debidas a la inhalación de humo y las quemaduras. Cuatro tripulantes y dieciocho pasajeros sufrieron heridas de gravedad. Todas las muertes se produjeron por el fuego y no por el impacto contra tierra.

## Avión
El vuelo estaba siendo operado por un Douglas DC-9-32 de 1976 registrado PK-GNQ. El avión quedó totalmente destrozado.